# にゅ〜くれ〜ぷ
にゅ〜くれ〜ぷは、浅井企画に所属する日本のお笑いコンビ。2008年4月結成、2025年4月解散。
2023年11月21日まではトリオ「ニュークレープ」として活動していた。

## メンバー
- ひろし（本名:田辺 洋（たなべ ひろし）、1985年10月25日 - ）（39歳）

広島県広島市出身。立ち位置は向かって左。
かつて芸名が「リーダー」であったが、このトリオ（ニュークレープ）のリーダーではなかった。
血液型O型。身長170cm、体重57kg。
芸名は「読む人」という方の意味だがナターシャとデビのスケジュール管理や雑務が多いため、本人は実質上のリーダーだと述べている。
趣味は謎解きボードゲーム・読書・ディズニー・旅行。「ミッキーマウスのようになりたい」と言うほどミッキーマウスを尊敬している。特技は運動全般・旅行計画・謎解き作り。
長台詞が苦手。
2023年11月22日、「リーダー」から改名。
- でび（本名:糸永 幸一（いとなが こういち）、1985年6月11日 - ）（39歳）

大阪府茨木市出身。立ち位置は向かって右。
血液型A型。身長180cm、体重68kg。
大阪府立茨木東高等学校出身。弟が2人いる。母子家庭である。
芸名の由来は子供の頃のあだ名。コントでは本名ではなく「金子」と名乗ることが多い。
趣味はパチスロ・サッカー・野球・少年ジャンプ・書道。特技はトラックの運転・パチスロ目押し・空間プランニングとカラーコーディネイト。
後輩芸人の中で、売れている者が愛せない。
2023年11月22日、「デビ」から改名（表記を変更）。

### 元メンバー
- ナターシャ（本名:中田 喜之（なかた よしゆき）、1986年11月7日 - ）（38歳）

大阪府大阪市出身。立ち位置は中央。
血液型AB型。身長175cm、体重55kg。
大阪市立工芸高等学校プロダクトデザイン科出身。宝塚造形芸術大学中退。妹がいる。
芸名はリーダーが決めた。なおトリオ結成前に、久野恵介（握り拳）と「ラムネ時代」というコンビを組んでいた。
趣味は漫画・アニメ・音楽・映画・芸術鑑賞。特技はイラスト。
2019年11月、同年4月に駅のホームから線路に人が転落し、電車が向かってくる中で線路に降りて人命救助を行った功績により東京都練馬区から区民表彰を受けた。この体験をもとに描いた半自伝的コミック『死にかけた僕はまだ芸人を辞めていない』（原題：『芸人が死にかけて今後について悩む漫画』）がnote創作大賞2022を受賞、書籍化される。
従弟に、中日ドラゴンズに所属していたプロ野球選手の木下雄介がいる。
2023年11月21日、トリオを脱退。浅井企画には残り、映像制作などに携わる予定だという。

## 来歴
- 大阪NSC28期生出身。
- 2008年7月、よしもとクリエイティブ・エージェンシーに所属し、「ポラロイドマガジン」というトリオ名で活動開始。ナターシャが名付け親だが由来は特になく、他の候補として「オニオンスライス」があった。
- 2009年12月、ナターシャが初の単独ライブ「フラテラ」を開催。このタイトルはピンで活動していた時の芸名だった。
- 2010年5月、トリオとしての初の単独ライブ「学校」を開催。同年6月、baseよしもとワラbメンバーに昇格する。8月にはキングオブコント2010にて準決勝進出。
- 2011年1月、5upよしもとのファーストメンバーとなる。同年8月、MBS新世代漫才アワードにて決勝トーナメント進出。
- 2014年1月、ぐるぐるナインティナイン「おもしろ荘」にて優勝。同年2月に5upよしもとを卒業し、7月に一時解散。
- 2015年1月、拠点を東京に移し活動再開。トリオ名を「ニュークレープ」に変更する[9]。このトリオ名は、ナターシャとデビが各々単語を沢山書き、リーダーがランダムに、組み合わせた言葉で1番響きが良かったので「ニュークレープ」に決まった。因みにニューを書いたのはナターシャ、クレープを書いたのはデビ。デビがクレープと書いた理由は、家が貧乏だったことから、ホットケーキミックスを薄くのばしたクレープ状のものが大好物でごちそうだったということによる[2]。上京して最初に所属した事務所は、わずか3か月で事務所の会長が金を持ち逃げしたということで潰れ、その後はフリーとして活動[2]。同年7月、上京後初の単独ライブ「NEW GAME1」を開催[10]。
- 2016年2月、浅井企画所属[11]。
- 2016〜2018年、M-1グランプリにて準々決勝進出[12]。
- 2023年11月21日のライブをもって、ニュークレープからナターシャが脱退[1]。リーダーとデビはコンビとして活動を継続するが、2023年11月22日よりコンビ名を「にゅ〜くれ〜ぷ」と改め、それぞれの芸名も「ひろし」、「でび」と改めた[5]。ナターシャは浅井企画に文化人枠で残り、映像制作などに携わっていくという。また、脱退後もナターシャはにゅ～くれ～ぷのネタ作りに協力するという[1]。
- 2025年4月2日、解散を発表。でびは引き続き浅井企画に所属し、ひろしは退社する[13]。

## 芸風
- コントと漫才の両方を行なっている。ネタ担当はナターシャとデビ[2]。基本的にデビがツッコミでリーダーとナターシャがボケだが、ネタによってはツッコミがないものもある。
- 衣装について、大阪時代は揃いの黒のYシャツと黒のパンツであったが、東京進出後は白のパンツに変えた。テレビに出るなどという時は、リーダーの母親からトリオ分の黒のYシャツが送られてくるという。
- 日本の都道府県やアルファベットなど身近なものを擬人化し、一人で複数の役を入れ替わりで演じてゆくコントを得意としている[2]。このようなコントを始めたことについて、ナターシャは「椅子をいっぱい並べたコントをやってみたかったから」と話している[2]。
- 出囃子に、フジファブリック「銀河」を使用していた。
- ナターシャが出番の30分ほど前にいきなり「今日はこのネタをやりたい」と言って来ることが多く、そこからネタ合わせを始めるため、ネタはほぼぶっつけ本番だという[2]。

## 賞レースでの成績

### M-1グランプリ
| 年度（回）       | 結果         | エントリー No. | 会場                   | 日程     |
| ---------------- | ------------ | -------------- | ---------------------- | -------- |
| 2015年（第11回） | 2回戦進出    | 3172           | 雷5656会館ときわホール | 10月16日 |
| 2016年（第12回） | 準々決勝進出 | 239            | NEW PIER HALL          | 11月6日  |
| 2017年（第13回） | 準々決勝進出 | 2376           | 浅草公会堂             | 11月3日  |
| 2018年（第14回） | 準々決勝進出 | 255            | NEW PIER HALL          | 11月6日  |
| 2019年（第15回） | 3回戦進出    | 215            | ルミネtheよしもと      | 11月9日  |
| 2020年（第16回） | 2回戦進出    | 2323           | よしもと有楽町シアター | 10月31日 |
| 2021年（第17回） | 3回戦進出    | 3379           | よしもと有楽町シアター | 11月2日  |
| 2022年（第18回） | 2回戦進出    | 4512           | 雷5656会館ときわホール | 10月13日 |
| 2023年（第19回） | 3回戦進出    | 3910           | KANDA SQUARE HALL      | 11月6日  |

### キングオブコント
| 年度   | 結果         |
| ------ | ------------ |
| 2008年 | 2回戦進出    |
| 2009年 | 3回戦進出    |
| 2010年 | 準決勝進出   |
| 2011年 | 3回戦進出    |
| 2012年 | 準々決勝進出 |
| 2013年 | 2回戦進出    |
| 2014年 | 不参加       |
| 2015年 | 1回戦敗退    |
| 2016年 | 1回戦敗退    |
| 2017年 | 準々決勝進出 |
| 2018年 | 2回戦進出    |
| 2019年 | 準々決勝進出 |
| 2020年 | 準々決勝進出 |
| 2021年 | 2回戦進出    |
| 2022年 | 2回戦進出    |

### R-1グランプリ
ナターシャ
| 年度   | 結果         |
| ------ | ------------ |
| 2009年 | 1回戦敗退    |
| 2010年 | 1回戦敗退    |
| 2011年 | 2回戦進出    |
| 2012年 | 不参加       |
| 2013年 | 1回戦敗退    |
| 2014年 | 3回戦進出    |
| 2015年 | 不参加       |
| 2016年 | 2回戦進出    |
| 2017年 | 1回戦敗退    |
| 2018年 | 不参加       |
| 2019年 | 2回戦進出    |
| 2020年 | 準々決勝進出 |

## 出演

### テレビ
- 麒麟の部屋（毎日放送、2009年11月11日）
- ジャイケルマクソン（毎日放送、2009年12月16日）
- あさパラ!（読売テレビ、2010年1月9日）
- 爆笑レッドカーペット ヤングライオン杯決勝大会（フジテレビ、2010年9月25日） - キャッチコピーは「脳裏に焼き付けろ!」
- オールザッツ漫才2010（毎日放送）
- MBS新世代漫才アワード2011（毎日放送）
- オンバト+（NHK総合）- 通算成績1勝0敗、最高521KB
  - ｢爆笑オンエアバトル｣時代を含めた1回のみの挑戦の芸人の中では最高KBである。
- ぐるぐるナインティナイン（日本テレビ、2014年1月1日） - 「おもしろ荘」
- 冗談手帖（BSフジ、2017年2月12日）

### ラジオ
- マイナビ Laughter Night（TBSラジオ、2016年4月23日・5月14日、2017年2月18日・5月19日・8月11日、2018年3月30日）
- もしかしてどぶろっくだけど!?（栃木放送、山梨放送、福井放送、静岡放送、ABCラジオ、四国放送、高知放送、KBCラジオ、琉球放送など各局、2023年3月4日）- ゲスト
- KUSUKUSU（bayFM、2023年3月26日）- ゲスト

### 単独ライブ
- フラテラ（2009年12月6日・2010年3月21日、baseよしもと）- ナターシャ単独
- 学校（2010年5月7日、baseよしもと）
- ポシェットマジカル（2010年8月9日、baseよしもと）
- Reset（2011年3月20日、5upよしもと）
- サマーランド（2011年7月20日、5upよしもと）
- 5upよしもとイチ押し芸人決定戦優勝記念ライブ「ポラロイドマガジン感謝祭」（2012年10月25日、5upよしもと）[14]
- ××(チョメチョメ) (2013年4月3日、5upよしもと)
- continue (2014年2月13日、5upよしもと)
- NEW GAME1（2015年7月24日、しもきた空間リバティ）
- RETRO GAME（2016年2月20日、しもきた空間リバティ）[15]
- NEW GAME2（2016年2月20日、しもきた空間リバティ）[15]
- NEW GAME3 (2016年7月29日、しもきた空間リバティ、2016年8月12日、トリイホール)
- NEW GAME4-1.4-2 (2018年8月12日、しもきた空間リバティ)

### ユニットライブ
- ぎおマガ（2010年7月18日・2010年12月21日・2011年11月19日、5upよしもと）- 祇園とのユニット[16]
- ポラミンゴ（2012年3月30日、5upよしもと）- フラミンゴとのユニット[17]

### 定期ライブ
- 55☆NEXT!!（浅井企画主催、新宿バティオス、毎月第1木曜日開催）
- お笑いダイナマイトショー（浅井企画主催、年1回開催）

### ウェブテレビ
- スピードワゴンの月曜The NIGHT（2018年6月12日、AbemaTV）

### CM
- ジュレーム[Je l’aime] (コーセーコスメポート)※ナターシャのみ

## 書籍
- 死にかけた僕はまだ芸人を辞めていない（2023年2月9日、KADOKAWA）※ナターシャによる半自伝的コミック